# Iberosuchus
Iberosuchus macrodon
Genre
Espèce
Iberosuchus est un genre fossile de crocodyliformes, un clade qui comprend les crocodiliens modernes et leurs plus proches parents fossiles. Il est rattaché au sous-ordre des Notosuchia (ou notosuchiens en français) et aux clades des Ziphosuchia et des Sebecosuchia.
Une seule espèce est rattachée au genre : Iberosuchus macrodon, décrite par le paléontologue portugais Miguel Telles Antunes en 1975.

## Étymologie
Son nom de genre Iberosuchus est composé du nom de l'Ibérie où les premiers fossiles ont été découverts et du mot du grec ancien σοῦχος Soũkhos, « crocodile », pour donner « crocodile d'Ibérie ». Le nom d'espèce macrodon souligne la grande taille de ses dents.

## Découverte et datation
Ses fossiles ont d'abord été découverts au Portugal, puis en France et en Espagne. Il s'agit seulement de restes fragmentaires, des éléments du crâne, de mandibule, des dents isolées, et des ostéodermes.
Ils proviennent de sédiments datés de l'Éocène moyen, soit il y a environ entre 47,8 et 37,8 millions d'années.

## Description
Iberosuchus est un sébécosuchien terrestre comme la plupart des animaux de ce groupe. Sa dentition est ziphodonte, c'est-à-dire avec des dents hétérodontes, longues, comprimées latéralement, courbées et à bordure crénelée (crantée). Les ostéodermes dorsaux retrouvés sont allongés dans l'axe du corps de l'animal, ils montrent une crête médiane et une ornementation rugueuse.

## Classification
En 1988, Robert Carroll le place dans la famille des baurusuchidés au sein des sébécosuchiens.
En 2014, Diego Pol et ses collègues conduisent une synthèse phylogénétique, intégrant les nombreux nouveaux genres et espèces découverts au début des années 2010. Ils aboutissent à une matrice incluant 109 Crocodyliformes et genres proches dont 412 caractères morphologiques sont étudiés. Les Notosuchia selon D. Pol et al. regroupent 45 genres et 54 espèces. Dans leur cladogramme, Iberosuchus est classé comme un Sebecosuchia basal, dans un petit clade (en groupe frère du genre Bergisuchus), placé juste en amont de la famille des Sebecidae.